# Bruce Welch
Bruce Welch (født Bruce Cripps 2. november 1941 i Bognor Regis) OBE er en engelsk rytmeguitarist kendt fra den engelske instrumentalgruppe The Shadows. Bruce Welch kom i 1958 til London og deltog i en amatørkonkurrence med gruppen The Railroaders, der også inkluderede Hank Marvin, som skulle blive leadguitarist i The Shadows. Gruppen blev nr. 2 i konkurrencen efter en operasanger fra Malaysia. Welch og Marvin besluttede så at blive i London og spille på den berømte café 2i's, hvor alle wannabe-musikere kom for at spille og jamme. Der mødte de Cliff Richard, som stod og manglede et backing band. Marvin fik med det samme tilbuddet, men ville kun acceptere, hvis hans ven Bruce Welch kunne komme med som rytmeguitarist. Cliff Richard accepterede, og gruppen The Drifters blev dannet i oktober 1958. Gruppen ændrede året efter, i juli 1959, navn til The Shadows, som blev en kæmpe succes. I juli 1960 indspillede de nummeret "Apache", som blev en verdenssucces (med undtagelse af USA) og nr. 1 på alle hitlister. Siden fik gruppen mere og mere succes, og regnes i dag som den mest indflydelsesrige instrumentalgruppe nogensinde i rock- og popsammenhænge. Welch var en af grundlæggerne af The Shadows og gruppen Marvin, Welch & Farrar. Med sit stabile og sikre rytmeguitarspil og vokalarbejde var han og Marvin kernen i gruppen, da de var de eneste, som var med fra starten. Welch er i dag også pladeproducer og leder sit eget pladeselskab. 

## Med The Shadows
- The Shadows (1961)
- Live At The ABC Kingston (1962) halv Shadows / halv Cliff-album
- Out of The Shadows (1962)
- Dance with The Shadows (1964)
- The Sound Of The Shadows (1965)
- Shadow Music (1966)
- Live in Japan (1967)
- Jigsaw (1967)
- From Hank Bruce Brian and John (1967)
- Established 1958 (1968) halv Shadows / halv Cliff-album - 10-års jubilæum
- Rocking With Curly Leads (1973)
- Specs Appeal (1975)
- Live at The Paris Olympia (1975)
- Tasty (1977)
- Thank You Very Much - Live (1978) med Cliff Richard, 20-års jubilæum
- String of Hits (1979)
- Change Of Address (1980)
- Hits Right Up Your Street (1981)
- Life In The Jungle (1982)
- Live at Abbey Road (1982)
- XXV (1983) - 25-års jubilæum
- Guardian Angel (1984)
- Moonlight Shadows (1985)
- Simply Shadows (1987)
- Steppin to The Shadows (1989)
- At Their Very Best (1989)
- Live at the Liverpool Empire (1989)
- Reflections (1990)
- The Final Tour (2004)
- The Final Reunion - Live (2009) med Cliff Richard

## Singler med The Shadows
- Feelin' Fine" / "Don't Be a Fool (With Love)" (1959) - som The Drifters
- "Jet Black" / "Driftin'" (1959) - som The Drifters
- "Lonesome Fella" / "Saturday Dance" (1959) - som The Drifters
- "Chinchilla" / Bongo Blues" * (1960)
- "Apache" / "Quatermasster's Stores" (1960)
- "Man of Mystery" / "The Stranger"	(1960)
- "F.B.I." / "Midnight"	(1961)
- "The Frightened City" / "Back Home" (1961)
- The Shadows - "Mustang" / "Theme From Shane" / "Shotgun" / "Theme From Giant" - EP (1961)
- The Shadows - "Live In Johannesburg" - "Shazam" / "Guitar Boogie" / "Sleep Walk" / "FBI" - EP (1961)
- "Kon-Tiki" / "36-24-36" (1961)
- "The Savage" / "Peace Pipe" (1961)
- "Wonderful Land" / "Stars Fell on Stockton" (1962)
- "Guitar Tango" / "What a Lovely Tune" (1962)
- "The Boys" / "The Girls" / "Sweet Dreams" / Theme from the Boys - EP  (1962)
- "Dance On" / "All Day" (1962)
- "Foot Tapper" / "The Breeze and I" (1963)
- "Atlantis" / "I Want You to Want Me" (1963)
- "Los Shadows" - "Granada" / "Adios Muchachos (Pablo The Dreamer)" / "Valencia" / "Las Tres Carabelas (Three Galleons)" - EP (1963)
- "Shindig" / "It's Been a Blue Day" (1963)
- "Geronimo" / "Shazam"	(1963)
- "Theme for Young Lovers" / "This Hammer" (1964)
- "The Rise and Fall of Flingel Bunt" / "It's a Man's World" (1964)
- "Chattanooga Choo Choo" / "Walkin" (1964)
- "Rhythm and Greens" / "The Miracle" (1964)
- The Shadows - "Rhythm & Greens" / "Ranka-Chank" / "Main Theme" / "The Drum Number" / "The Lute Number" - EP (1964)
- "Genie with the Light Brown Lamp" / "Little Princess" (1964)
- "Brazil" / "National Provincial Samba" (1965)
- "Mary Anne" / "Chu-Chi" (1965)
- "Stingray" / "Alice in Sunderland" (1965)
- "Don't Make My Baby Blue" / "My Grandfather's Clock" (1965)
- "The War Lord" / "I Wish I Could Shimmy Like My Sister Arthur" (1965)
- "Me Oh My" / "Friends" (1965)
- "I Met a Girl" / "Late Night Set"	(1966)
- "A Place in the Sun" / "Will You Be There" (1966)
- "The Dreams I Dream" / "Scotch on the Socks" (1966)
- The Shadows - Thunderbirds Are Go! - "Shooting Star" * / "Lady Penelope" / "Thunderbirds Theme" / "Zero X Theme" ( med Cliff Richard på *) - EP (1966)
- The Shadows - "Finders Keepers", "My Way", "Paella" , "Fiesta" / "Autumn" / "The Flyder And The Spy" / "My Way" - EP (1966)
- "Maroc 7" / "Bombay Duck" (1967)
- "Tomorrow's Cancelled" / "Somewhere" (1967)
- The Shadows - In Japan - "Omoide No Nagisa" / "Kimi To Itsumademo" / "Londonderry Air" / "Gin-Iro Michi" - EP (1967)
- "Running Out of World" / "London's Not Too Far" (Hank Marvin solo Side B) (1968)
- "Dear Old Mrs Bell" / "Trying to Forget the One You Love"	(1968)
- "I Cant Forget" / "Running out Of World" (1968)
- "Turn Around and Touch Me" / "Jungle Jam" (1973)
- "Let Me Be the One" / "Stand Up Like a Man" (1975)
- "Run Billy Run" / "Honorable Puff-Puff" (1975)
- "It'll Be Me, Babe" / "Like Strangers" (1976/1975))
- "Another Night" / "Cricket Bat Boogie" (1977)
- "Love Deluxe" / "Sweet Saturday Night" (1978)
- "Don't Cry for Me Argentina" / "Montezuma's Revenge" * (1979/ *1977)
- "Theme from 'The Deer Hunter' (Cavatina)" / "Bermuda Triangle" * (1979/ *1977)
- "Rodrigo's Guitar Concerto" / "Song for Duke"	(1979)
- "Riders in the Sky" / "Rusk" (1979)
- "Heart of Glass" / "Return to the Alamo" * (1979/ *1977)
- "Equinoxe Part V" / "Fender Bender" (1980)
- "Mozart Forte" / "Midnight Creepin'" (1980)
- "The Third Man" / "The Fourth Man" (1981)
- "Chi Mai" / "Summer Love '59" (1981)
- "Telstar" / "Summer Love '59"	(1981)
- "Imagine/Woman" / "Hats Off to Wally"	(1981)
- "Theme from Missing" / "The Shady Lady" (1982)
- "Treat Me Nice" / "Spot the Ball" (1982)
- "Diamonds" / "Elevenis" (1983)
- "Goin' Home" (Theme from Local Hero) / "Cat 'N' Mouse" * (1983/ *1982)
- "On a Night Like This" / "Thing-Me-Jig" * (1984/ *1981)
- "Moonlight Shadow" / "Johnny Staccato" * (1985/ *1984)
- "Dancing in the Dark" / "Turning Point" * (1985/ *1984)
- "Themes from EastEnders & Howards' Way" / "No Dancing" * (1987/ *1982)
- "Pulaski" (Theme from the BBC TV series) / "Change of Address" *  (1987/ *1980)
- "Walking in the Air" (Theme from The Snowman) / "Outdigo" * (1987/ *1980)
- "Mountains of the Moon" / "Stack-It"	(1989)
- "Shadow Mix" (Live medley of their hits) / "Arty's Party" * (1989/ *1980)

## Med Cliff Richard & The Shadows
- "Cliff" (1959)
- "Cliff Sings" (1959)
- "Me and My Shadows" (1960)
- "Listen to Cliff!" (1961)
- "21 Today" (1961)
- "The Young Ones" (1961)
- "Live At The ABC Kingston" (1962)
- "32 Minutes and 17 Seconds with Cliff Richard" (1962)
- "Summer Holiday" (1963)
- "When in Spain" (1963)
- "Wonderful Life" (1964)
- "Aladdin and His Wonderful Lamp" (1964)
- "Cliff Richard" (1965)
- "When in Rome" (1965)
- "Love is Forever" (1965)
- "Finders Keepers" (1966)
- "Cinderella" (1967)
- "Established 1958" (1968)
- "Thank You Very Much - live (1978)
- "From a Distance - The Event" Live at Wembley Stadium in London (1990)
- "Reunited 50th Anniversary" (2009)

## Solo-diskografi
- Please mr. Please / Song of Yesterday (1974) Solo-single.

## Med Marvin Welch & Farrar
- Marvin, Welch & Farrar - (1971)
- Second Opinion - (1971)

## Med The Five Chesternuts
- "Teenage Love" / "Jean Dorothy" (1958)

## DVD /VHS Film
- Cliff Richard & The Shadows - Thank you Very Much - Live at The London Palladium (1978)
- The Shadows - Live in Rotterdam (Koncert fra Hollandsk TV) (1980)
- Cliff Richard & The Shadows - Together - Live in Birmingham (1984)
- The Shadows - The Shadows Live In Birmingham (1984)
- The Shadows - At Their Very Best - Live at the Liverpool Empire (1989)
- Cliff Richard & The Shadows - From A Distance The Event - Live at Wembley Stadium in London (1990)
- The Shadows - The Final Tour - Live in Cardiff (2004)
- Cliff Richard & The Shadows - Final Reunion - Live at the O2 Arena (2009)
- The Shadows & Cilla Black - Bandstand Live (2014)
- Marty Wilde – Born To Rock (2007)

## Film
- Expresso Bongo (1959) - med Cliff Richard og The Shadows
- The Young Ones (1961) med Cliff Richard og The Shadows
- Summer Holiday (1963) - med Cliff Richard og The Shadows
- Wonderful Life (1964) - med Ciff Richard og The Shadows
- Finders Keepers (1966) - med Cliff Richard og The Shadows
- Rhythm 'n Greens (1966) - med The Shadows
- Thunderbirds are Go (som dukke) (1966) - med Cliff Richard og The Shadows

## Teater stykker
- Aladdin (1964) - med Cliff Richard og The Shadows
- Cinderella (1967) - med Cliff Richard og The Shadows

## Priser
- Ivor Novello Award - for nummeret Summer Holiday (1962) - fra filmen Summer Holiday
- OBE (2004) - Den ypperligste orden af det Britiske Imperium